# With a Little Help from My Friends (utwór)
With a Little Help from My Friends (pol. Z niewielką pomocą przyjaciół) – utwór zespołu The Beatles, napisany przez duet Lennon/McCartney. Pochodzi z albumu Sgt. Pepper’s Lonely Hearts Club Band wydanego w 1967. Kiedy Lennon i McCartney skończyli pisać ją w marcu 1967, zaproponowali, aby zaśpiewał ją perkusista grupy Ringo Starr.
W 1969 własną wersję tej kompozycji zaśpiewał Joe Cocker. Utwór ten stał się jego pierwszym przebojem.